# Los chicos no lloran
Los chicos no lloran es el décimo álbum de estudio del cantautor español Miguel Bosé (el tercero con la casa musical WEA). Fue lanzado al mercado el 27 de marzo de 1990 en Panamá y posteriormente en el resto de Latinoamérica.

## Lista de canciones
| Los chicos no lloran |                                                 |                                                 |          |  |
| N.º                  | Título                                          | Escritor(es)                                    | Duración |  |
| 1.                   | «Bambú»                                         | Lanfranco Ferrario, Massimo Grilli, Miguel Bosé | 4:52     |  |
| 2.                   | «Senza di te»                                   | L. Ferrario, M. Grilli, M. Bosé                 | 4:05     |  |
| 3.                   | «Manos vacías» (con Rafa Sánchez - La Unión)    | Emilio Cid, Luis Bolín                          | 4:47     |  |
| 4.                   | «Hojas secas» (con Mikel Erentxun - Duncan Dhu) | M. Bosé, Mikel Erentxun                         | 3:39     |  |
| 5.                   | «Si te cuentan que caí»                         | M. Bosé, Riccardo Giagni                        | 4:42     |  |
| 6.                   | «Nunca pasa nada»                               | Alberto Solfrini, M. Bosé                       | 3:53     |  |
| 7.                   | «Aquel sendero»                                 | L. Ferrario, M. Grilli, M. Bosé                 | 4:09     |  |
| 8.                   | «Otro»                                          | M. Bosé, Nacho García Vega                      | 4:48     |  |
| 9.                   | «Unica libera radio»                            | L. Ferrario, M. Grilli, M. Bosé                 | 4:59     |  |
| 10.                  | «Los chicos no lloran»                          | L. Ferrario, M. Grilli, M. Bosé                 | 3:37     |  |
| 11.                  | «Josephine»                                     | Diego Michelon, M. Bosé                         | 4:40     |  |
| 48:11                |                                                 |                                                 |          |  |

## Créditos de realización
- Mezclas: Enzo Feliciati, Luca Vittori, Miguel Bosé, Roberto Colombo
- Producción: Enzo Feliciati, Miguel Bosé, Roberto Colombo
- Diseño: Cayetano Carral, Estudio Pérez-Enciso
- Ingenieros de sonido: Claudio Quattrocchi, Esau Remor, Juan Vinader, Luca Vittori, Pier Carlo Penta, Silvano Roggero
- Mezclas: Enzo Feliciati, Luca Vittori, Miguel Bosé, Roberto Colombo
- Fotografía: Paco Navarro